# Galiakot
Galiakot è una suddivisione dell'India, classificata come census town, di 6.636 abitanti, situata nel distretto di Dungarpur, nello stato federato del Rajasthan. In base al numero di abitanti la città rientra nella classe V (da 5.000 a 9.999 persone).

## Geografia fisica
La città è situata a 23° 31' 0 N e 74° 0' 0 E e ha un'altitudine di 144 m s.l.m..

## Società

### Evoluzione demografica
Al censimento del 2001 la popolazione di Galiakot assommava a 6.636 persone, delle quali 3.362 maschi e 3.274 femmine. I bambini di età inferiore o uguale ai sei anni assommavano a 1.151, dei quali 602 maschi e 549 femmine. Infine, coloro che erano in grado di saper almeno leggere e scrivere erano 3.717, dei quali 2.266 maschi e 1.451 femmine.